# Operación Paraquet
La Operación Paraquet fue el primer combate por Grytviken, principal asentamiento de las Islas Georgias del Sur. El 25 de abril de 1982, el Grupo de Tareas 317.9 liderado por el destructor HMS Antrim conquistó el archipiélago rindiendo a la guarnición argentina, que ocupaba el lugar desde la denominada Operación Georgias el 3 de abril del mismo año.
El nombre paraquet en idioma inglés es una forma alternativa de parakeet (periquito), pero las tropas británicas en el Atlántico Sur frecuentemente denominaban a la operación como Operación Paraquat, en alusión a que podría volverse tan mortal para ellos como el herbicida Paraquat.

## Planeamiento y acciones previas

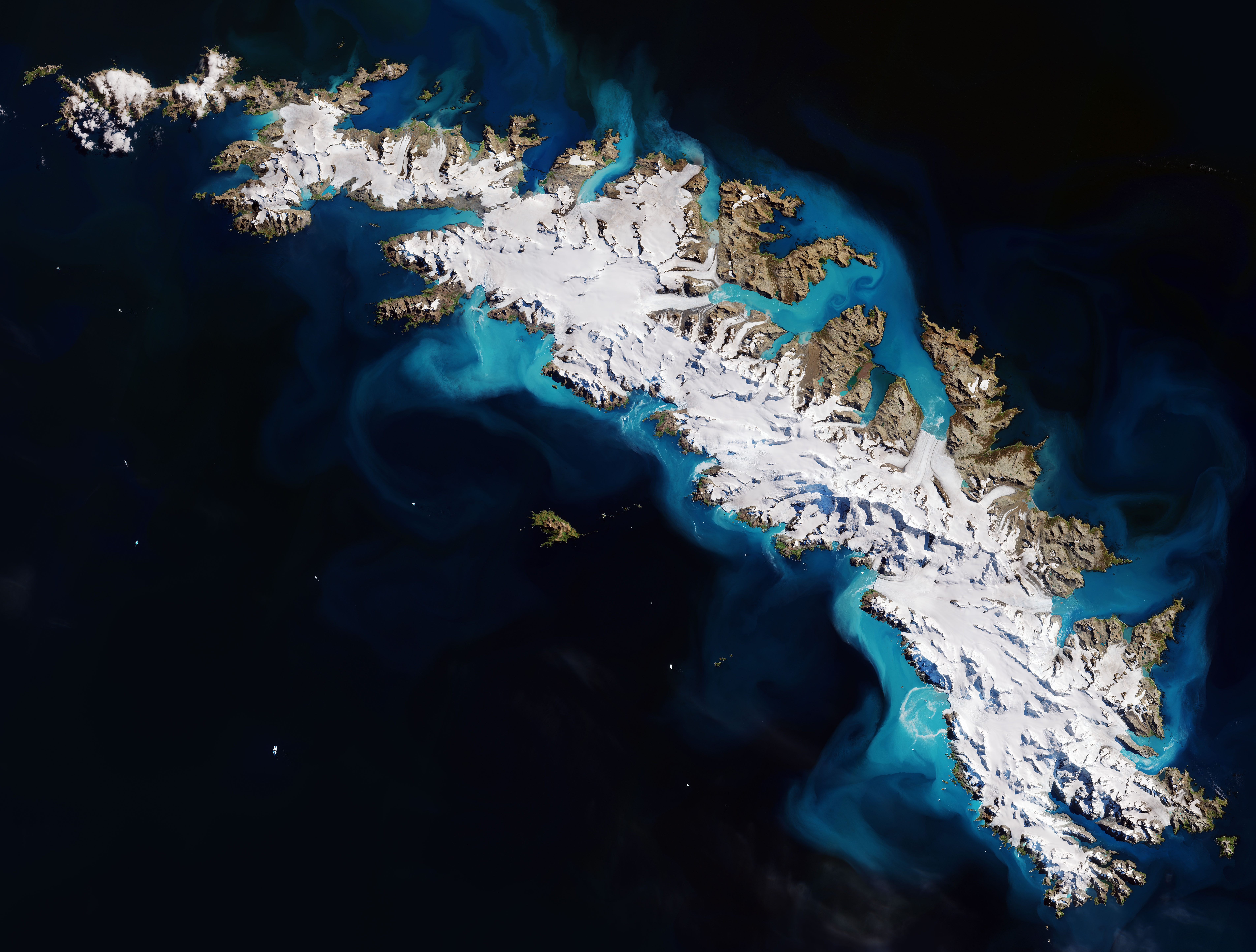
Isla Georgia del Sur, vista desde el espacio (NASA).

Desde el principio, fue evidente que el primer objetivo británico habría de ser las islas Georgias del Sur. No sólo porque ya había un buque británico en el área, el HMS Endurance, sino porque los datos de inteligencia notificaban que la presencia argentina en estas islas prácticamente inhabitables era reducida. Ocupar las Georgias del Sur proporcionaría un pequeño punto de apoyo terrestre a la flota británica, pero sobre todo tendría un efecto propagandístico de gran importancia sobre la población argentina, la británica y la opinión pública internacional. Por el contrario, un fracaso en esta recuperación podría implicar graves problemas domésticos para Margaret Thatcher y el descrédito internacional definitivo del Reino Unido. Dado lo crítico de esta operación, el almirante Fieldhouse la había organizado en secreto y con una cadena de mando distinta de la que utilizaban las fuerzas que se preparaban para ocupar las Malvinas. La operación fue ordenada por Fieldhouse el 12 de abril de 1982. 
La operación en un principio involucraba a una fuerza de doscientos cincuenta soldados compuesta por: el escuadrón «D» del Servicio Aéreo Especial basado en la isla Ascensión, ciento cincuenta infantes de marina en el buque petrolero RFA Tidespring, a dos Special Boat Service en la fragata HMS Plymouth y a seis SBS en el submarino HMS Conqueror.
Quien primero llegó, el día 19, fue el submarino nuclear HMS Conqueror. Su presencia, en principio, denegaba el área a la flota argentina y garantizaba la seguridad del HMS Endurance: el HMS Conqueror era un submarino diseñado para combatir contra la armada soviética, con una tripulación entrenada para pelear con los cruceros y submarinos rusos, por lo que no era probable que ningún elemento de la flota argentina le ofreciera una resistencia significativa. El submarino realizó un reconocimiento de puntos claves de la costa de las Georgias del Sur. 
El día 20, un avión de reconocimiento estratégico Handley Page Victor, retornaba a la isla Ascensión después de levantar nuevos mapas del archipiélago —siempre variables debido a los glaciares— y cubrir ciento cincuenta mil millas cuadradas de mar. Con catorce horas y cuarenta y cinco minutos de duración, se trató de la misión de reconocimiento más larga de la historia, que logró buenos mapas, pero no halló a la flota de superficie argentina en el área.

## Fracaso de los planes británicos iniciales
Se planeó que fuerzas del SAS y del SBS se infiltrarían en la isla Georgia del Sur mediante helicópteros del RFA Tidespring y del destructor HMS Antrim, pero el plan falló y tuvo que cambiar repentinamente cuando dos de los helicópteros Westland Wessex que transportaban a las tropas del SAS a una localización ambiciosa en la costa oeste se estrellaron en condiciones atmosféricas atroces en el glaciar Fortuna. No se tuvo en cuenta a los experimentados científicos del British Antarctic Survey, conocedores de la zona, lo que dejó al 19.º Comando del 22.º Regimiento del Special Air Service atrapados en el glaciar Fortuna en medio de un clima difícil: vientos de casi doscientos kilómetros por hora y olas de Fuerza 11, con el barómetro llegando a rozar los 965 milibares. Las tropas y la tripulación aérea tuvieron que ser rescatadas en malas condiciones climáticas por el helicóptero Wessex del HMS Antrim, el último que quedaba de la expedición, retrasando la misión aún más.
Rescatar a los comandos atrapados costó dos helicópteros británicos, hasta que finalmente dieciséis hombres agotados y helados lograron aterrizar en el HMS Antrim a bordo de un último helicóptero cargado muy por encima de sus especificaciones.

## Ataque al ARASanta Fe
La Operación Paraquet se había transformado en una operación de rescate de alta montaña y una extraña persecución de un submarino diésel-eléctrico construido durante la Segunda Guerra Mundial, mientras las tropas de Capitán de Corbeta Luis Lagos en Grytviken y las del Teniente de Corbeta Alfredo Astiz en Puerto Leith permanecían ajenas a lo que pasaba. Los británicos se concentraron ahora en hallar un punto de inserción adecuado —escuchando esta vez los consejos de los científicos del British Antarctic Survey— y en cazar al ARA Santa Fe.
A lo largo del día 21 de abril el resto de la fuerza británica llegó a las proximidades de las islas Georgias del Sur y el día 23, un débil eco en el sonar delató la presencia del submarino argentino ARA Santa Fe; todas las operaciones se detuvieron de inmediato, el RFA Tidespring fue enviado a aguas más apartadas, otros dos petroleros en aproximación se desviaron y la flotilla británica se desplegó en orden de combate para interceptarlo.
El 9 de abril el ARA Santa Fe salió de un puerto de la Argentina con un destacamento de infantes de marina a bordo para reemplazar a las fuerzas que se hallaban en las Georgias del Sur, y arribó a Grytviken el 24 de abril. El Capitán de Corbeta Bicain, al mando del ARA Santa Fe, tenía órdenes de en evitar la posible presencia británica para desembarcar unos magros refuerzos en Grytviken. Se le ordenaba evitar a la tercera flota del mundo con un navío que vio un dique seco por última vez en 1960. Estaba tan deteriorado que no podía variar su profundidad; sólo tenía dos posibles posiciones, en superficie o sumergido a cota fija. Y operar los tubos lanzatorpedos implicaba el riesgo de sufrir una explosión. Frente a él, buques y submarinos pensados para luchar en una eventual Tercera Guerra Mundial.
Sobre las 11 horas del 25 de abril, un helicóptero Wessex del HMS Antrim detectó otra vez al submarino, y antes de que se escabullera de nuevo, arrojó dos cargas de profundidad tan anticuadas como el submarino al que iban dirigidas (el único armamento que llevaba a bordo). Una de ellas explotó muy cerca e inundó los tanques de flotabilidad del ARA Santa Fe, que se vio obligado a salir a superficie, transformándose en un fácil blanco para toda clase de cañones, misiles y torpedos, Bicain trató desesperadamente de llegar a Grytviken.
El submarino fue subsecuentemente atacado por una fuerza de tareas compuesta por helicópteros Westland Wasp y Westland Lynx. Uno de ellos le lanzó dos misiles AS-12 que impactaron en la torreta, pero como durante la modificación de 1960 se había reconstruido en materiales plásticos, no ofreció suficiente resistencia como para que se activara su espoleta y los misiles pasaron a través. Aún lo atacaron una tercera vez con torpedos dirigidos contra sus hélices, pero en aquella época los torpedos antisubmarinos no explotaban al alcanzar blancos de superficie por razones de seguridad. 
Desde la vela, un grupo de tripulantes encabezado por el cabo Héctor O. Feldman respondió el ataque disparando con FN FAL y ametralladoras GARANT de la dotación de a bordo, lo que negó a los helicópteros la vertical de buque y sólo les permitió tirar con sus armas livianas ya que los misiles que arrojaron fueron inefectivos. El proyectil AS-12 que atravesó la vela, hirió de gravedad al cabo camarero Alberto Macías que disparaba desde el tren de amunicionamiento, provocándole la pérdida de su pierna derecha.
Para asombro de todos, especialmente de sus ocupantes, el ARA Santa Fe logró llegar trabajosamente a Grytviken y ser evacuado. Quedó varado, (Durante el verano austral 1984/1985, la Dirección de Servicios de la Marina del Ministerio de Defensa del Reino Unido, ordenó el salvamento del ARA Santa Fe a fin de retirarlo del fondeadero de la Caleta Vago, con el objeto de liberar el muelle para ser utilizado por buques en servicio. El submarino fue reflotado y subido al varadero para obturar los rumbos del casco. Luego de cuatro meses de trabajo con el apoyo del buque de salvamento RMAS Gooosander y del remolcador Salvageman, el submarino comenzó a ser remolcado hacia aguas más profundas. Finalmente la veterana nave, se hundió definitivamente en el Atlántico Sur en la posición 54°08.5′″S 36°19.8′″O, el 20 de febrero de 1985, estimándose que se encuentra sobre el lecho marítimo a 196 metros de profundidad). Sus hombres se unieron a las fuerzas de Lagos que durante el ataque al Santa Fe, había abierto fuego contra los helicópteros enemigos utilizando, incluso, misiles antitanque. 
Siguió un asalto por un grupo improvisado de fuerzas especiales e infantes de marina con los barcos HMS Antrim y HMS Plymouth realizando intenso bombardeo naval en las colinas bajas enfrente de Grytviken.

## Ocupación británica de las Georgias del Sur

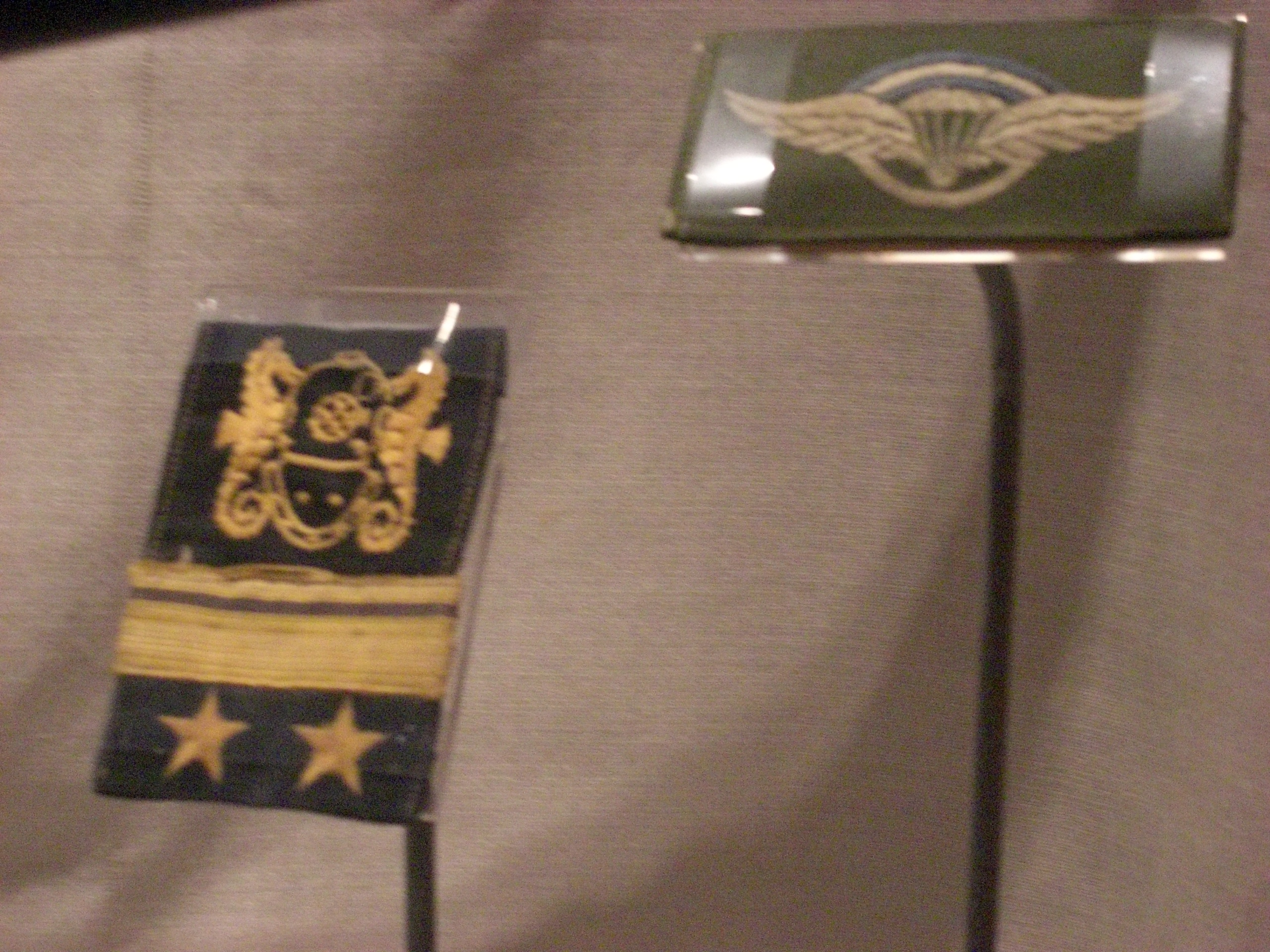
Insignias de un suboficial segundo de la Armada Argentina exhibidas en el Museo Imperial de Guerra en Londres.

Mientras, los comandos del SAS y el SBS hallaron puntos de inserción adecuados. En ausencia de patrullas argentinas, caminaron hasta Grytviken y Leith. Al llegar a la primera, se encontraron banderas blancas colgando de los edificios. El capitán de corbeta Luis Lagos, al cargo de las islas Georgias del Sur, había decidido no luchar ante fuerzas superiores. En la mañana del 26, Lagos firmó la rendición en la base del British Antarctic Survey en King Edward Point. El equipo del ARA Santa Fe se entregó junto con Lagos a la Compañía «M», del Batallón de Comandos 42 de los Marines Reales.
Alfredo Astiz, responsable de los quince buzos tácticos en Leith, no aceptó al principio la rendición, pero ante lo que se le venía encima, habiendo recibido sobre su posición intenso fuego naval, aceptaría el alto el fuego propuesto por los británicos y por la tarde firmaría también la rendición a bordo del HMS Plymouth. La imagen de Astiz firmando los papeles fue aprovechada por Gran Bretaña con fines propagandísticos.